# Liepe (Hammer a. d. Uecker)
Liepe ist ein Ortsteil der Gemeinde Hammer a. d. Uecker im Landkreis Vorpommern-Greifswald in Mecklenburg-Vorpommern. Die Ortschaft liegt in einer waldreichen Umgebung nördlich der Uecker.

## Geschichte
Am 22. Mai 1354 wird das Dorf Liepe erstmals urkundlich erwähnt. Liepe gehörte zum Herzogtum Pommern. Im Jahre 1631 gab es in Liepe zwölf Bauernhäuser und zwei Kossäten. Der Ort wurde im Dreißigjährigen Krieg im Jahre 1637 vollständig zerstört. Nach dem Westfälischen Frieden geriet Liepe unter schwedischer Herrschaft. Zu der Zeit haben hier zwölf Bauernleute gewohnt. Im Jahre 1664 wurde die Kirche gebaut. Sie besteht aus Holz und besitzt einen Glockenturm mit zwei Glocken.
1695 wurde Liepe in Groß Lype und Klein Lype getrennt. Klein Lype wurde später Mausewinkel oder auch als Mausesort bezeichnet. Woher der Name kommt, ist nicht bekannt, ebenso unbekannt sind die Namen schwedischer Siedler. Nach dem Frieden von Stockholm im Jahr 1720 wurde Schwedisch-Pommern durch die preußische Armee besetzt und das Gebiet südlich der Peene unter preußische Verwaltung gestellt. Der Ort wurde Teil der preußischen Provinz Pommern. 1779 hat das Dorf Liepe 8 Bauern, 10 Bünder und ein Schulhaus.

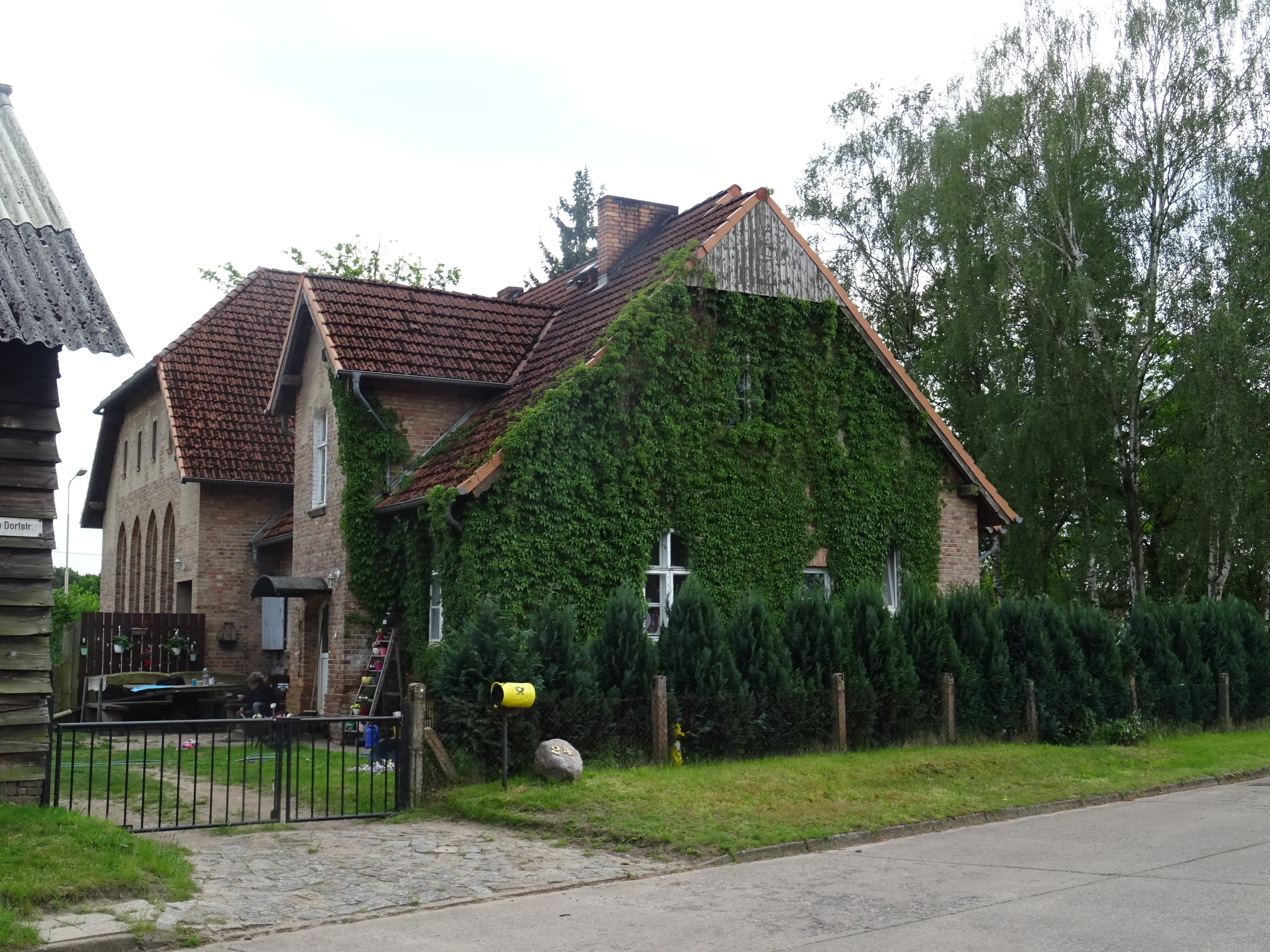
Schule von 1907 mit integrierter Kapelle.

Die Kirche von 1664 wurde aufgrund ihres schlechten baulichen Zustand abgerissen, der Glockenstuhl ist bis heute erhalten. 1907 wurde die Schule neu errichtet. Der Lehrer war gleichzeitig Küster und wohnte im Gebäude. Durch den Abriss der Kirche wurde ein Teil der Schule als Andachtsraum ausgebaut.
Ende des Zweiten Weltkrieges fanden viele Vertriebene in Liepe eine Unterkunft. 1946 hatte der Ort ca. 290 Einwohner.
Am 1. Juli 1950 wurde Liepe nach Hammer a. d. Uecker eingemeindet.
Liepe erhält im Jahre 1953 elektrischen Strom, bis dahin musste jeder Gast für den abendlichen Besuch in der Gaststätte seine eigene Laterne mitbringen. Im gleichen Jahr wurde der Örtliche Landwirtschaftsbetrieb (ÖLB) gegründet, aus der in späterer Zeit die Landwirtschaftliche Produktionsgenossenschaft (LPG) Typ I "8. März" Liepe entstand.
Am 22. Mai 1954 konnte Liepe sein 600-jähriges Bestehen feiern. Der Lehrer und Heimatforscher Otto Bruchwitz hielt die Festrede. Der Lehrer und Heimatforscher hatte nach dem Zweiten Weltkrieg die Grundschule geführt und veröffentlichte wertvolle Lokalhistorische Schriften. Otto Bruchwitz war der erste Ehrenbürger der Stadt Torgelow.
Ab 1957 wurde Liepe der Gemeinde Hammer zugeordnet. Durch politischen Druck traten im Jahre 1960 die letzten Einzelbauern der LPG Typ 3 "Neuer Weg" bei. Die Straße von Hammer nach Liepe wurde im Jahre 1969 befestigt.
Zur politischen Wende 1989 hatte Liepe 107 Einwohner. Die Einwohnerzahl sank bis in das Jahr 2003 (letzter Stand) auf 71 Einwohner. Zur 650-Jahr-Feier von Liepe wurde im Jahre 2004 der Dorfanger umgestaltet.

## Sehenswürdigkeiten
- ein nach dem Dreißigjährigen Krieg errichtetes schwedisches Blockhaus (eingestürzt)
- eine 350 Jahre alte Eichenallee
- eine 1907 errichtete Dorfschule mit integrierter Kapelle